# All Systems Go (album Donna Summer)
All Systems Go è il tredicesimo album in studio della cantautrice statunitense Donna Summer, pubblicato nel 1987, ultimo disco sotto l'etichetta Geffen.

## Accoglienza
Ron Wynn di Allmusic lo ha definito un album mal prodotto di canzoni superficiali, aggiungendo che «è un sintomo di cosa è andato storto con la Geffen. Non è rock aggressivo, pop d'intrattenimento o dance/disco ritmicamente entusiasmante.»

| Recensione | Giudizio |
| ---------- | -------- |
| AllMusic   |          |

## Tracce
Lato A
1. All Systems Go – 4:13 (Harold Faltermeyer, Donna Summer)
2. Bad Reputation – 4:14 (Peter Bunetta, Joe Erickson, Summer)
3. Love Shock – 4:16 (Faltermeyer, Bruce Sudano, Summer)
4. Jeremy – 4:40 (Faltermeyer, Pit Floss, Andy Slovic, Summer, Hannes Treibe)
5. Only the Fool Survives – 4:42 (John Bettis, Michael Omartian, Sudano, Summer, Virgil Weber)

Lato B
1. Dinner with Gershwin – 4:39 (Brenda Russell)
2. Fascination – 4:30 (Eddie Schwartz, David Tyson)
3. Voices Cryin' Out – 5:20 (Faltermeyer, Summer)
4. Thinkin' Bout My Baby – 6:20 (Jeffrey Lams, Keith D. Nelson, Summer)

## Classifiche
| Classifica (1987) | Posizione massima |
| ----------------- | ----------------- |
| Italia            | 17                |
| Paesi Bassi       | 72                |
| Stati Uniti       | 122               |
| Stati Uniti R&B   | 53                |
| Svezia            | 27                |